# Mugello Circuit
Mugello Circuit (Autodromo Internazionale di Mugello) – tor wyścigowy w Mugello w pobliżu Florencji we Włoszech. Jego długość wynosi 5,245 km, ma 15 zakrętów i prostą o długości 1,141 km.
Rozgrywane są na nim motocyklowe Grand Prix (MotoGP i niższe klasy). Tor jest wykorzystywany także przez Formułę 1 (głównie przez Scuderia Ferrari) do testów. Rekord okrążenia wynosi 1:15,144 sek. i należy do Lewisa Hamiltona.
W sezonie 2020 odbył się na nim wyścig w cyklu Mistrzostw Świata Formuły 1 jako Grand Prix Toskanii. Zwycięzcą został Lewis Hamilton z zespołu Mercedes.
17 grudnia 2023 roku włoscy rolnicy na torze wyścigowym ustawili 213 traktorów na kształt choinki. Ta nietypowa świąteczna instalacja ma zostać zgłoszona do Księgi Rekordów Guinnessa. Traktory zostały ustawione w rzędach, aby widziane z góry tworzyły kształt choinki z gwiazdą na czubku. Według lokalnych mediów, wydarzenie obserwowało ok. 10 tys. osób. To była już kolejna akcja tego typu. Podczas przygotowania i prezentacji wyjątkowej choinki zbierano pieniądze na rzecz pediatrycznego ośrodka opieki paliatywnej przy szpitalu Meyer we Florencji.